# Marko Ilešič

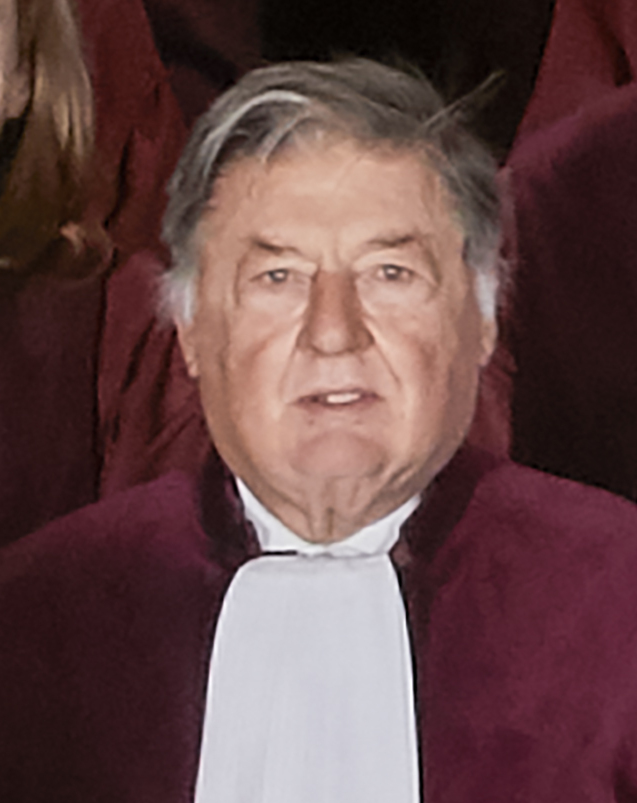
Marko Ilešič (2022)

Marko Ilešič (* 1947; † 20. Juni 2024) war ein slowenischer Jurist und Richter am Europäischen Gerichtshof.

## Leben und Wirken
Nach dem Studium der Rechtswissenschaften und seinen Staatsexamina wurde Ilešič von der Universität Ljubljana zum Dr. iur. promoviert. Anschließend spezialisierte er sich im Rahmen eines Postgraduierten-Studiums an den Universitäten Straßburg und Coimbra auf das Gebiet der Rechtsvergleichung. Nach seiner Rückkehr nach Slowenien wurde er an der Universität Ljubljana Professor für Zivilrecht, Handelsrecht und internationales Privatrecht. Ab 1995 war er stellvertretender und von 2001 bis 2004 Dekan der rechtswissenschaftlichen Fakultät der Universität Ljubljana. Von 1975 bis 1986 war er zudem Kammerpräsident am Arbeitsgericht Ljubljana und ab 1978 zusätzlich Präsident des Sportgerichts von Slowenien. Außerdem war er Schiedsrichter bei der Internationalen Handelskammer Paris sowie Richter am Berufungssenat der UEFA und der FIFA. Vom 11. Mai 2004 bis zu seinem Tode war er Richter am Europäischen Gerichtshof.
Er starb am 20. Juni 2024 im Alter von 76 Jahren.